# 바닐린
바닐린(vanillin)은 C
8H
8O
3 분자식의 유기 화합물이다. 작용기에는 알데하이드, 하이드록시기, 에터가 포함된다. 주로 바닐라콩 추출물의 주요 구성 요소이다. 합성 바닐린은 현재 음식, 음료, 약제의 향미제로서 천연 바닐라 추출물보다 더 자주 사용되고 있다.
천연 바닐라 추출액은 바닐린 외 수백 가지의 화합물이 혼합된 것이다.

## 같이 보기
- 벤즈알데하이드